# Don Medford
Don Medford (eigentlich Donald Muller; * 26. November 1917 in Detroit; † 12. Dezember 2012 in Los Angeles) war ein US-amerikanischer Fernseh- und Filmregisseur.

## Leben
Medford kam 1946 aus seiner Heimatstadt Detroit nach New York City, wo er zwischen 1951 und 1953 an Livesendungen wie Tales of Tomorrow (35 Folgen) oder Medallion Theatre arbeitete und dann durch die Regie an zwei Folgen von Alfred Hitchcock Presents durch den berühmten Regisseur nach Hollywood kam.
Hauptsächlich für das Fernsehen aktiv, entwickelte Medford während der Dreharbeiten zu zahlreichen Folgen verschiedener Serien wie beispielsweise The Detectives (13 Folgen unter seiner Regie zwischen 1959 und 1962), The F.B.I. (32 Folgen zwischen 1965 und 1974), Baretta (19 Episoden in den 1970er Jahren) oder Der Denver-Clan (26 Episoden in den 1980er Jahren) die Methode, bei Tag gedrehte Szenen während der Postproduktion durch „Unterentwicklung“ zu Nachtszenen zu transformieren. Er erhielt aufgrund dieser Technik auch den Spitznamen „Midnight Medford“.
Weitere Fernsehengagements umfassten sechs Folgen von Auf der Flucht, unter anderem die noch heute Zuschauerrekordhaltende Doppelfolge zum Abschluss der Serie, fünf Episoden der Twilight Zone und zahlreiche andere bis ins Jahr 1989 produzierte Serien.
Neben Fernsehfilmen drehte Medford auch einige Spielfilme, so Die Organisation aus der Reihe um den von Sidney Poitier gespielten farbigen Polizisten „Virgil Tibbs“ und den Eurowestern Leise weht der Wind des Todes.
Medford starb 2012 im Stadtteil West Hills.

## Filmografie (Auswahl)
- 1964: Agent auf Kanal D (To Trap a Spy) (zwei Folgen der Serie als Kinofilm)
- 1965–1967: Auf der Flucht (Fernsehserie, 6 Episoden)
- 1967: Cosa Nostra – Erzfeind des FBI (Cosa Nostra, Arch Enemy of the FBI) (Fernsehfilm)
- 1971: Leise weht der Wind des Todes (The Hunting Party)
- 1971: Die Organisation (The Organization)
- 1976: Novemberplan (November Plan)
- 1979: The Clone Masters (The Clone Masters)
- 1980: Coach of the Year (Coach of the Year) (Fernsehfilm)
- 1981–1988: Der Denver-Clan (Fernsehserie, 26 Episoden)
- 1985–1987: Die Colbys – Das Imperium (Fernsehserie, 6 Episoden)